# Lasse Honoré Rasmussen
Lasse Honoré Rasmussen (født 19. august 1984) er en dansk ungdomspolitiker, der fra 7. marts 2010 til 6. marts 2011 har været landsformand for Konservativ Ungdom.
Lasse Honoré Rasmussen har gået på Frederiksberg Skole og blev student fra Sorø Akademis Skole i 2003 og aftjente fra 2003 til 2004 sin værnepligt ved Gardehusarregimentets kamptropper i Slagelse.
Han er uddannet kandidat i statskundskab fra Syddansk Universitet. En uddannelse han færdiggjorde i juni 2010.
Han har tidligere været formand for Konservativ Ungdom i Odense fra 2006 til 2008, hvor foreningens medlemstal steg fra 82 til 170 medlemmer, således at Odense Konservative Ungdom blev den største borgerlige lokalforening i Danmark. Efterfølgende blev han  medlem af landsorganisationens forretningsudvalg fra 2008 til 2009, hvorfra han holdt et års pause, inden han i 2010 blev valgt som landsformand for organisationen. 
I 2009 var han ansat som Kampagnechef og politisk rådgiver for Odenses daværende borgmester, Jan Boye.
Fra januar 2010 til januar 2012 var han bestyrelsesmedlem i Danmarks Mediemuseum.
I dag arbejder han for Public Affairs-bureauet, Rud Pedersen, i København.
Privat er han bosiddende i København med sin hustru, Julie Broe, der var europaparlamentskandidat for Konservative på Fyn ved valget i 2009.